# ジャマーヒリーヤ

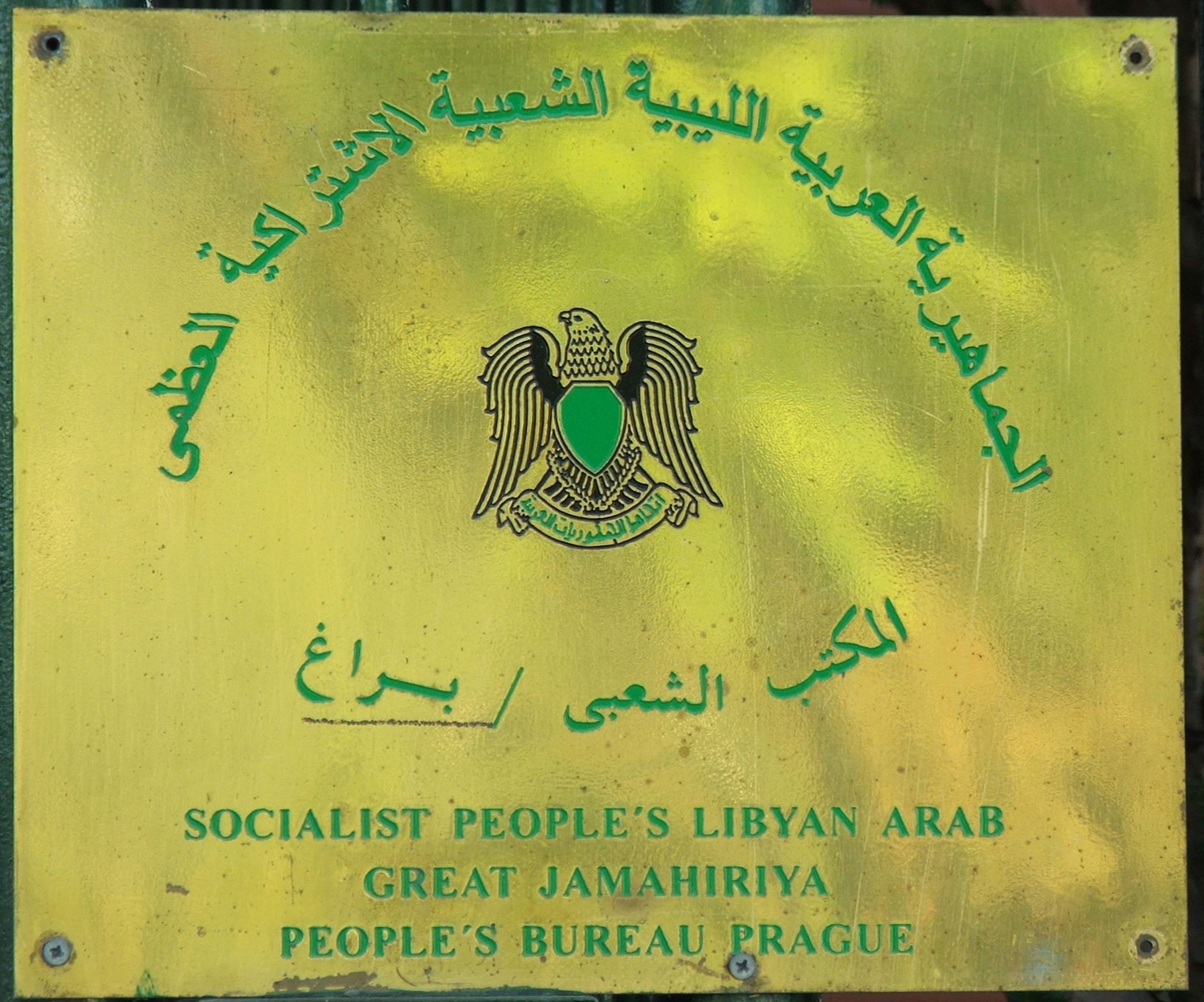
プラハのリビア大使館（「人民局」）にある銘板

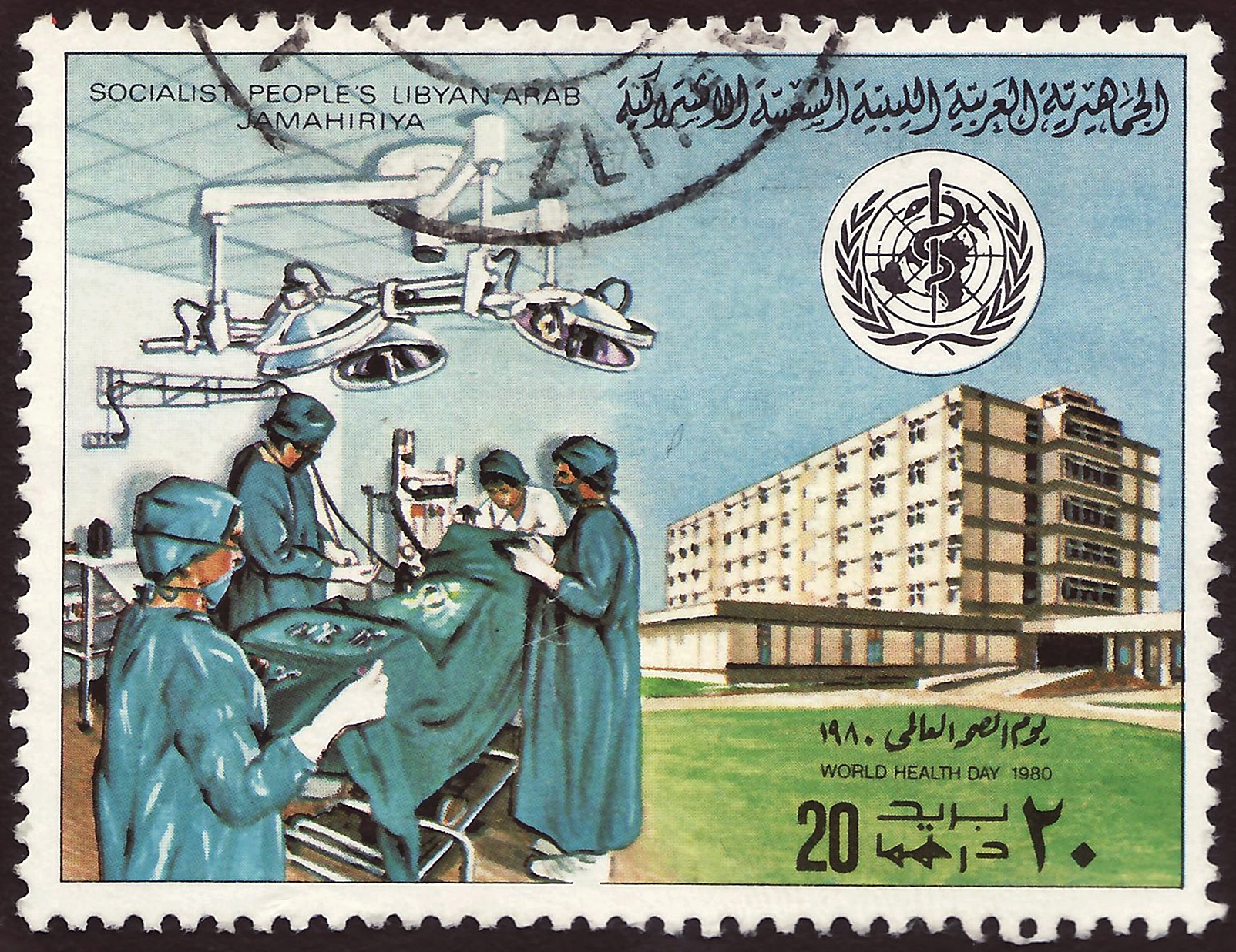
1980年にリビアで発行された郵便切手。左上の国名部分にJAMAHIRIYAの文字が見える。

ジャマーヒリーヤ（ジャマヒリヤ、ジャマヒリア、アラビア語：جماهيرية, ǧamāhīriyya, jamāhīrīya、英語表記の例：Jamahiriya）とは、かつての大リビア・アラブ社会主義人民ジャマーヒリーヤ国の最高指導者ムアンマル・アル＝カッザーフィー（カダフィ大佐）による造語で、「大衆による共同体制」といったような意味を持つ。カッザーフィーは直接民主制を標榜しており、「大衆によって支配される共和国」という国家体制を表現するためにこのようなことばを造った。

## 語源
ジャマーヒリーヤという造語は、「共和国」を意味するアラビア語の一般的な言葉「ジュムフーリーヤ」（jumhūrīya）から来ている。カッザーフィーは、この語のうち「公共」を意味する「ジュムフール」（jumhūr）の部分を複数形にし、「大衆」を意味する「ジャマーヒール」（jamāhīr）に変え、「大衆による国」という語にした。ジャマーヒリーヤは「人民共和国」などと近い意味となる。池内恵は、『現代アラブの社会思想』の中でこの語を「人民体」と訳している。
ジャマーヒリーヤという語は英語や日本語などには翻訳されず、日本語でもリビアの正式国名は「大リビア・アラブ社会主義人民ジャマーヒリーヤ国」と呼ばれた。
新語を作成した意図はリビアのみならずこのような政治体制の国を一般的に表すためであるが、「ジャマーヒリーヤ」と称する国は世界でリビア以外にはなかった。

## 背景
『緑の書』で述べているように、カッザーフィーは直接民主主義、アラブ民族主義、社会主義、イスラームなどの影響を受けた政治哲学を説いている。大リビア・アラブ社会主義人民ジャマーヒリーヤ国政府によれば、リビアでは政党や代表制議会のない直接民主制をとり、全人民・大衆が地方の人民会議やコミューンを通じて政治に関与しているということになっていた。こうした体制は表面上はリビア独特であるとされるため、この体制を表現するために既存の政治用語を使わずジャマーヒリーヤという新語で表現していた。しかしリビア国外で体制を観察する人々は、リビアの実態はカッザーフィーの指導による軍事独裁体制であると見ていた。
ジャマーヒリーヤには国家元首というものはないことになっていた（通常は国家元首の職務とされている権能の一部は、全国人民会議書記が担っており、同書記が事務的には元首代行ともいえた）。事実上の最高指導者カッザーフィーは1979年に一切の公職を退いており、「指導者」（Qāʼid, あるいは Caid）として君臨していた。公式な声明などではカッザーフィーは「リビア・アラブ社会主義人民ジャマーヒリーヤ国の9月1日大革命の指導者」や「兄弟のような指導者にして革命の指導者」などの尊称で呼ばれていた 。